# دوسیت تانی دبی
دوسیت تانی دبی (انگلیسی: Dusit Thani Dubai) یک برج با کاربری هتل در شهر دبی، امارات متحده عربی است.
این برج ۴۰ طبقه که ارتفاع آن ۱۵۳ متر است دارای ۱۴۷ آپارتمان و ۱۷۴ اتاق برای هتل است.